# استیو فرونی
استیو فرونی (انگلیسی: Steve Ferrone؛ زادهٔ ۲۵ آوریل ۱۹۵۰) موسیقی‌دان، طبل‌زن و نوازندهٔ مشهور درام اهل بریتانیا است. وی یکی از اعضای گروه موسیقی تام پتی اند د هارت‌بریکرز بود.
استیو فرونی از سال ۱۹۷۵ میلادی تاکنون مشغول فعالیت بوده‌است و طی این سال‌ها با هنرمندان بزرگی چون اریک کلپتون، جرج هریسون، دورن دورن، استیوی نیکس، لائورا پائوزینی، کریستین مک‌وی، ریک جیمز، اسلش، بی جیز، چاکا کان، اروسمیث و جانی کش همکاری داشته‌است.